# DJs@Work
 (décembre 2021).
 (décembre 2021).
DJs@Work est un groupe de musique électronique allemand composé des DJ et producteurs Lübeck Herbert Fred Müller, Jan-Hendrik Geßner, Lennart Vonau et Ole van Dansk, créé en 2001.

## Biographie
Sous le nom de DJs@Work, Lübeck Herbert Fred Müller, Jan-Hendrik Geßner, Lennart Vonau et Ole van Dansk publient ensemble de la musique électronique dans les genres dance et trance. Leur premier single est un réenregistrement du titre Rhythm and Drums de Red 5, qui a été publié sous le nom de DJ Red 5 vs. DJ's@Work. Le titre a atteint la 55e place du classement des singles,,.
Leurs singles les plus connus sont probablement le nouvel enregistrement de Rhythm and Drums, la reprise du morceau Someday de Nena, la reprise de Time 2 Wonder de Fury in the Slaughterhouse, ainsi que les titres Fly with Me (To the Stars) et Past Was Yesterday !
En 2002, le groupe est nommé pour l'Echo et reçoit le VIVA/ZDF Comet dans la catégorie Dance Act. Ole van Dansk quitte le groupe en 2003. En 2005, il eut cependant un nouveau contrat de producteur avec Herbert Fred Müller pour le single No Easy Way Out et Your Love. Cette année-là, les dernières sorties de DJs@Work ont lieu avec ces singles. 

## Discographie
- 2002 : Teamwork (Universal) (11e en Allemagne, 74e en Autriche[5])
- 2002 : The Remix Collection (Universal) (album remix)
- 2004 : Past Was Yesterday! (Universal)
- 2016 : Best of (You Love Dance Classics, Planet Punk Music) (best-of)

## Distinctions
- 2002 : Nomination pour l'Echo
- 2002 : Comet dans le domaine Dance Act